# Serrana (mesoregio)
Serrana is een van de zes mesoregio's van de Braziliaanse deelstaat Santa Catarina. Zij grenst aan de mesoregio's Oeste Catarinense, Norte Catarinense, Vale do Itajaí, Grande Florianópolis, Sul Catarinense, Nordeste Rio-Grandense (RS) en Noroeste Rio-Grandense (RS). De mesoregio heeft een oppervlakte van ca. 22.232 km². In 2006 werd het inwoneraantal geschat op 421.535.
Twee microregio's behoren tot deze mesoregio:
- Campos de Lages
- Curitibanos

Mesoregio's: Grande Florianópolis · Norte Catarinense · Oeste Catarinense · Serrana · Sul Catarinense · Vale do Itajaí

Microregio's: Araranguá · Blumenau · Campos de Lages · Canoinhas · Chapecó · Concórdia · Criciúma · Curitibanos · Florianópolis · Itajaí · Ituporanga · Joaçaba · Joinville · Rio do Sul · São Bento do Sul · São Miguel do Oeste · Tabuleiro · Tijucas · Tubarão · Xanxerê